# Nadège Beauvois-Temple
Pour les articles homonymes, voir Beauvois et Temple (homonymie).
Nadège Beauvois-Temple est une responsable associative française, fondatrice en 2006 de l'association Maman Blues, dont l'objet est d'accompagner les femmes victimes de difficulté maternelle, notamment la dépression périnatale. S'associant avec Florence Cestac (grand prix de la ville d'Angoulême 2000), elle écrit On va te faire ta fête maman ! (Dargaud, 2011), recueil illustré abordant avec humour des réactions maladroites de l'entourage autour de la maternité.

## Biographie
Nadège Beauvois-Temple est mère de trois enfants. Lors de la naissance du troisième, elle traverse une dépression périnatale (« solitude, culpabilité et tabou autour de la maternité »). Constatant les carences pour accompagner les mères en difficulté psychique, elle cofonde l'association Maman Blues en région parisienne, initiative qui essaime ensuite en région lyonnaise. En parallèle, Nadège Beauvois-Temple milite pour préserver et améliorer la prise en charge des patientes, défendant par exemple le service de maternologie de Saint-Cyr-l'École. L'association Maman Blues anime également un forum de discussion sur internet.

## On va te faire ta fête maman!
S'associant avec Florence Cestac (grand prix de la ville d'Angoulême  2000), Nadège Beauvois-Temple écrit On va te faire ta fête maman ! (Dargaud). Il s’agit d’un « recueil de 100 dessins [qui] a pour vocation de faire rire autour du thème de la grossesse et des maladresses de l'entourage » au cours de cette période. La préface est signée par le médecin et écrivain Martin Winckler. L'ouvrage reçoit un accueil critique plutôt favorable dans plusieurs médias,.